# كوي ينينج
كوي ينينج (مواليد 5 مايو 1957) هو مبارز بالسيف صيني، مثّل بلاده في الألعاب الأولمبية الصيفية 1984.

## روابط خارجية
كوي ينينج على موقع أوليمبيديا (الإنجليزية)